# 20 Літ Октября
20 Літ Октября (рос. 20 Лет Октября) — хутір в Льговському районі Курської області Російської Федерації.
Населення становить 2 особи. Входить до складу муніципального утворення Іванчиківська сільрада.

## Історія
Населений пункт розташований на території українського етнічного та культурного краю Східна Слобожанщина.
Від 2004 року входить до складу муніципального утворення Іванчиківська сільрада.

## Населення
| 2002 | 2010 |
| ---- | ---- |
| 4    | ↘2   |